# Malik al-Ashtar
Mālik al-Ashtar (ome completo Mālik ibn al-Ḥārith al-Ashtar al-Nakhaʿī, in arabo مالك بن الحارث الأشتر النخعي‎?; fl. VII secolo) fu uno dei più fedeli compagni di ʿAlī b. Abī Ṭālib, il cugino del profeta Maometto.
Mālik al-Ashtar, che si era convertito all'Islam già all'epoca del Profeta, si mise in luce durante i califfati di 'Uthman ibn 'Affan e di ʿAlī, nelle cui file combatté sia nella battaglia del Cammello (nel corso della quale la leggenda vuole che vi fosse stato un duello tra lui e Zubayr), sia in quella di Ṣiffīn (in cui comandò l'ala destra dell'esercito califfale).
Di lui si ricorda l'indole fiera e pia. Il nome al-Ashtar in lingua araba significa "sfregiato", a causa della ferita ricevuta a una palpebra inferiore durante la battaglia del Yarmūk.

## Servizi resi al califfo ʿAlī
Mālik era tra i più determinati e valorosi guerrieri schierati dalla parte di ʿAlī, che gli doveva la sua elezione al califfo, avendo letteralmente obbligato Ṭalḥa e Zubayr a riconoscere califfo il cugino del Profeta, nei drammatici e convulsi momenti successivi all'assassinio di ʿUthmān.
Mālik fu da ʿAlī ricompensato con la nomina a Walī d'Egitto nel 658, subito dopo Ṣiffīn.  In quel tempo, ʿAmr b. al-ʿĀṣ poteva contare su 6.000 guerrieri a lui fedeli, fornitigli dal governatore di Damasco, Muʿāwiya, ostile al califfo. Il governatore che ʿAlī aveva nominato a Fusṭāṭ, Muḥammad b. Abī Bakr - figlio del primo califfo e uno dei complottatori che avevano determinato l'omicidio del terzo califfo ʿUthmān - si rivolse ad ʿAlī per ottenere aiuto contro le palesi mire di ʿAmr di rovesciarlo e questi gli inviò allora il suo miglior generale, Mālik al-Ashtar, che egli giudicava come l'unico in grado di sconfiggere Muʻāwiya e ʿAmr b. al-ʿĀṣ, ordinando a Muḥammad b. Abī Bakr di tornare a Kūfa, da poco scelta come propria capitale dal quarto califfo. Tuttavia Mālik morì durante il suo trasferimento a Fusṭāṭ, dopo aver bevuto una bevanda contenente veleno, offertagli ad al-Kulzum dal logistarius locale.
La Shiʿa e Wilferd Madelung credono che Mālik fosse stato avvelenato da Muʿāwiya.

## Discendenti
Ibrāhīm ibn Mālik al-Ashtar, figlio di Mālik al-Ashtar, agli ordini di al-Mukhtār al-Thaqafī, combatté contro gli assassini di al-Ḥusayn b. ʿAlī, il nipote del Profeta, trucidato a Kerbelāʾ e, secondo la tradizione, avrebbe ucciso molti di loro, tra cui lo stesso ʿUbayd Allāh b. Ziyād.
Il nome della famosa spada di Mālik al-Ashtar era al-Lujj (il luccichio dell'acqua corrente).